# 天然温泉御所の郷
天然温泉御所の郷（てんねんおんせんごしょのさと）は、徳島県阿波市にある日帰り温泉施設である。

## 泉質
- ナトリウム-塩化物・炭酸水素塩泉
  - 泉温　19.2℃

## 温泉地
阿讃山脈の麓に日帰り温泉施設「天然温泉御所の郷」が1軒存在する。
浴室は四国初、約2000年前のローマのカラカラ浴場を再現したヴィーナスとけやきの2種類がある。また、レストラン秋月では郷土料理のたらいうどんを味わえる。

### 料金
- 大人：600円
- 子供：300円
- 70歳以上・障害者手帳をご持参の方：500円

### 営業時間
10:00〜22:00（定休日：第4週水曜日）
- レストラン　11:00〜15:00／17:00〜20:30
- 岩盤浴　（女性用）10:00〜21:00
- エステ「アン・ミモザ」　11:00〜21:00（最終受付20:00）

## 歴史
2002年（平成14年）- 開業。

## アクセス
- JR徳島線鴨島駅より、車で約15分。

- 徳島自動車道土成ICより、車で約3分。